# Willem Bokhoven
Willem Cornelis Bokhoven (Gouda, 4 februari 1901 – Huizen, 19 mei 1982) was een Nederlandse waterpolospeler.
Willem Bokhoven nam eenmaal deel aan de Olympische Spelen, die van 1924. Hij eindigde hiermee met het Nederlands team op de vijfde plaats.
Jan den Boer · 
Willy Bohlander · 
Gé Bohlander · 
Willem Bokhoven · 
Sjaak Köhler · 
Han van Senus · 
Karel Struijs